# Мерішору (Муреш)
Мерішору (рум. Merișoru) — село у повіті Муреш в Румунії. Входить до складу комуни Папіу-Іларіан.
Село розташоване на відстані 278 км на північний захід від Бухареста, 26 км на захід від Тиргу-Муреша, 52 км на південний схід від Клуж-Напоки, 148 км на північний захід від Брашова.

## Населення
За даними перепису населення 2002 року у селі проживали 124 особи.
Національний склад населення села:
| Національність | Кількість осіб | Відсоток |
| -------------- | -------------- | -------- |
| угорці         | 114            | 91,9%    |
| румуни         | 10             | 8,1%     |

Рідною мовою назвали:
| Мова      | Кількість осіб | Відсоток |
| --------- | -------------- | -------- |
| угорська  | 114            | 91,9%    |
| румунська | 10             | 8,1%     |